# Pseudohydromys ellermani
Pseudohydromys ellermani là một loài động vật có vú trong họ Chuột, bộ Gặm nhấm. Loài này được Laurie & Hill mô tả năm 1954.